# Grünes Gewölbe

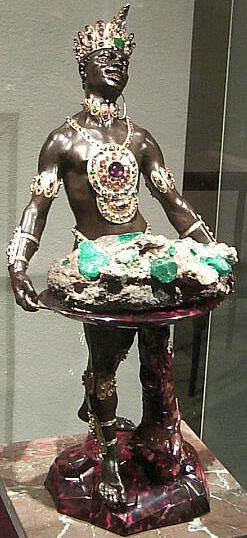
Tượng anh châu Phi với chùm bích ngọc

Grünes Gewölbe là một bảo tàng nằm ở Dresden, Đức, nơi chứa bộ sưu tập kho báu lớn nhất ở châu Âu. Bảo tàng được thành lập vào năm 1723 bởi August II của Ba Lan, và nó có nhiều phòng triển lãm theo phong cách từ Baroque đến Cổ điển. Grünes Gewölbe được đặt theo tên của các cột sơn màu xanh Malachit trước đây. Nó là một trong số những bảo tàng lâu đời nhất trên thế giới; nó cũ hơn Bảo tàng Anh, được khai trương vào năm 1759, nhưng sau Bảo tàng Vatican có từ năm 1506.
Sau vụ đánh bom Dresden trong Thế chiến II, Grünes Gewölbe đã được khôi phục hoàn toàn. Nó nằm ở cánh phía Tây của lâu đài Dresden, là 1 phần của bộ sưu tầm nghệ thuật nhà nước Dresden. Ngày nay, kho báu của nó được trưng bày trong hai cuộc triển lãm: Historische Grüne Gewölbe ở tầng trệt có mái vòm nổi tiếng vì sự lộng lẫy của phòng kho báu lịch sử khi nó tồn tại vào năm 1733, trong khi Neues Grünes Gewölbe ở lầu 1 tập trung sự chú ý vào mỗi vật trưng bày.
Vào ngày 25 tháng 11 năm 2019, các hiện vật đồ trang sức hoàng gia với trị giá 1 tỷ euro đã bị đánh cắp từ bảo tàng Grünes Gewölbe.